# Episparina hieroglyphica
Episparina hieroglyphica är en fjärilsart som beskrevs av Holland 1894. Episparina hieroglyphica ingår i släktet Episparina och familjen nattflyn. Inga underarter finns listade i Catalogue of Life.